# Магда Умер
Магда Умер (пол. Magda Umer, повне ім'я Małgorzata Magda Umer-Przeradzka; 9 жовтня 1949 р., Варшава) — польська співачка, актриса, сценаристка, режисер, піаністка.

## Біографія
Магда Умер народилася 9 жовтня 1949 р. у Варшаві.
Закінчила XIV Liceum Ogólnokształcące im. Klementa Gottwalda w Warszawie. Планувала стати вчителькою
З кінця 60х років виступала на студентських вечірках. Там її помітив Анджей Войцеховський, який заснував незадовго до цього кабаре «Stodoła»: «ЗАГИНИ звернули увагу,  виступи Магди завжди були явленням екстраординарним, її чарівний голос, який співав, у основном, російські романси, заворожував слухачів. Магда відмовлялася співати перед незнайомими людьми, і тоді ми сказали їй,  на виступи будуть приходити тільки наши друзі, а сторонніх будемо прогонити». У 1969 Войцеховський написав для Умер пісні «Już szumią kasztany» та «Koncert jesienny», які стали хітами. У 1969 р. Магду запросили на великий музичний фестиваль у Ополе, де вона з піснею «O niebieskim, pachnącym groszku» отримала головний приз.
Для Умер писали пісні Вісла́ва Шимбо́рська, Галина Посвятовська, Urszula Kubiak, Болеслав Лесьмян, чиєю близькой подругою вона була.
У 70-х рр. працювала на телебаченні.
Грала роль Рахелі у спектаклі Адама Ганушкевича «Весілля».
Поставила спектаклі «Biała bluzka» та «Kobieta zawiedziona» з Кристиной Яндой, «Zimy żal» з Ієремією Пшиборой, «Zbig Big Show» з Збігнєв Замаховський.
У 1997 році на фестивалі польської пісні у Ополі  представила публіці концерт-спектакль «Зелено мені» (Zielono mi), поставлений по пісням Агнєшки Осецької, участь у якому взяла плеяда зір польської естради.
15 грудня 2000 року наказом Президента Польщі була нагороджена Кавалерським хрестом ордена Відродження Польщі.
28 квітня 2009 року від міністра культури та національної спадщини Богдана Здроєвського отримала Медаль «За заслуги у культурі Gloria Artis».

## Нагороди та відзнаки
Переможець фестивалю пісні в Ополі.
У 2000 році за свої видатні послуги в студентському русі за її досягнення у професійній та соціальній роботі була нагороджена лицарським хрестом ордена Полонії Реституту .
28 квітня 2009 з рук міністра культури і спадку національного Богдана Zdrojewskiego відібрала Золоту

## Приватне життя
Має двох синів — Матвія (народився 22 грудня 1977р.) і Францішка (народився 25 липня 1985р.)  . У дорослому віці, вона прийняла хрещення, а її хрещеною була Каліна Єндрусік .

## Дискографія
- 1973 Magda Umer
- 1977 Dedykacja
- 1991 Koncert
- 1995 Gdzie ty jesteś
- 1995 Koncert jesienny
- 1995 Wszystko skończone
- 1999 O niebieskim, pachnącym groszku — Złota Kolekcja
- 2003 Kołysanki utulanki
- 2008 Koncert sprzed lat

## Фильмографія
- 1969 Piąta rano
- 1980 Pałac
- 1987 Weryfikacja

## Цікаві факти
Дядько Магди Умер (брат її тата Эдварда Хумера) — Адам Хумер, у 1944—1955 офіцер коммуністичної  гозбезпеки, що відрізнявся особливою жорстокістю та засуджений у 1994 році за застосування катувань. Цей факт періодично виносить на публічне обговорення, причому Хумера називають татом Магди Умер,  що викликає у неї сильне роздратування: